# Chorizagrotis flavogrisea
Chorizagrotis flavogrisea är en fjärilsart som beskrevs av Corti 1932. Chorizagrotis flavogrisea ingår i släktet Chorizagrotis och familjen nattflyn. Inga underarter finns listade i Catalogue of Life.